# Jugger
El jugger és un esport que s'origina a Alemanya l'any 1989. Aquesta activitat esportiva és semblant al rugbi en alguns aspectes fonamentals, però en aquest esport hi ha algunes característiques de l'esgrima i per consegüent el contacte físic hi és minimitzat. El principal objectiu del jugger és prendre un objecte anomenat jugg i portar-lo cap a la base de l'equip rival.
Un equip de jugger està compost per cinc jugadors. Quatre jugadors porten objectes que fan el paper d'armes i un cinquè no porta cap arma i és l'únic que pot prendre el jugg amb les seues mans. Si un jugador és picat amb alguna arma, romandrà inactiu i aquest estat cessarà segons les regles del joc.
El jugger fou oficialment constituït com a esport federat d'àmbit estatal el 3 de setembre del 2018. Actualment, els equips són gestionats per associacions culturals o juvenils que actuen com a delegacions autonòmiques o provincials i que s'organitzen en nuclis per competir entre ells. Destaca l'Associacions Alacantina de Jugger,  la qual, amb nou nuclis, és la més gran del País Valencià i de l'estat espanyol.